# Пицек, Властимил
Вла́стимил Пи́цек (чеш. Vlastimil Picek; родился 25 октября 1956 года в Турнове) — чешский военный и политический деятель, генерал армии Вооружённых сил Чешской Республики, начальник Генерального штаба Армии Чешской Республики в 2007—2012 годах, министр обороны Чехии в правительствах Петра Нечаса (с 19 марта 2013 года) и Йиржи Руснока (с 10 июля 2013 по 29 января 2014 года). 13 ноября 2014 года избран главой (старостой) города Брандис-над-Лабем-Стара-Болеслав.

## Образование
В 1975 году Пицек окончил Военно-техническую спецшколу в Нове-Место-над-Вагом (Словакия) и через год поступил в Военную академию в Брно, которую окончил в 1981 году. В 1978—1983 годах занимался научными исследованиями в Военной академии Брно, последним из которых было исследование в области военной разведки.
В 1993 году Властимил Пицек получил учёную степень инженера (Ing.) в Чешском техническом университете Праги, в 1997 году прошёл высший академический курс Генерального штаба в Военной академии Брно.

## Военная карьера

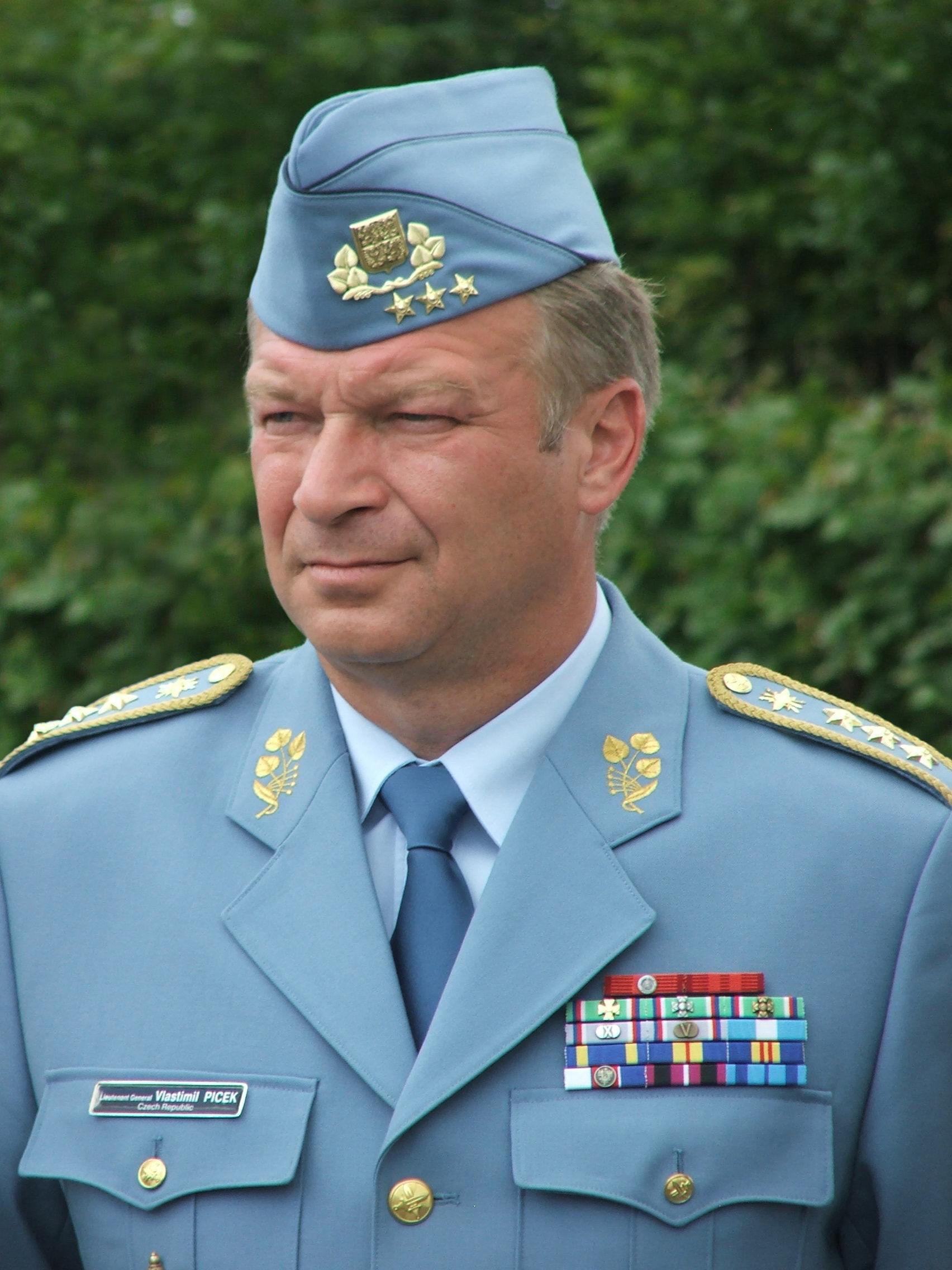
Властимил Пицек в чине генерал-поручика Армии Чешской Республики. 2008 год

Военная карьера Властимила Пицека началась в 1975 году, когда он вступил в Чехословацкую армию старшим радиомехаником войск связи (служил в этой должности до 1978 года). К 1983 году Пицек дослужился до должности заместителя командира батальона по технической части.
В 1986 году Пицек был назначен старшим офицером командования ПВО Чехословакии (чеш. PVOS), в 1989 году занял должность начальника совместной группы ПВО—ВВС, а в 1993 году — начальника войск связи командования 4-го корпуса ПВО. В 1994 году Пицек перешел на службу в Генеральный штаб Армии Чешской Республики, заняв должность начальника отделения отдела войск связи, а через год — должность заместителя начальника войск связи Генерального штаба.
В 1996 году занял пост начальника войск связи Генерального штаба Армии, а в следующем году — должность начальника отдела оперативно-тактических систем командования и управления Генерального штаба, которую занимал до 2000 года, когда Пицек был назначен начальником секции командования и управления и одновременно начальником войск связи Генерального штаба Армии. В 2001—2003 годах занимал должности начальника войск связи Генерального штаба Армии и директора по безопасности Министерства обороны Чехии.
1 мая 2003 года Властимил Пицек был назначен начальником Военной канцелярии президента Чешской Республики. После четырёх лет руководства Военной канцелярией, 1 марта 2007 года президент Чехии Вацлав Клаус назначил его начальником Генерального штаба Армии Чешской Республики. 

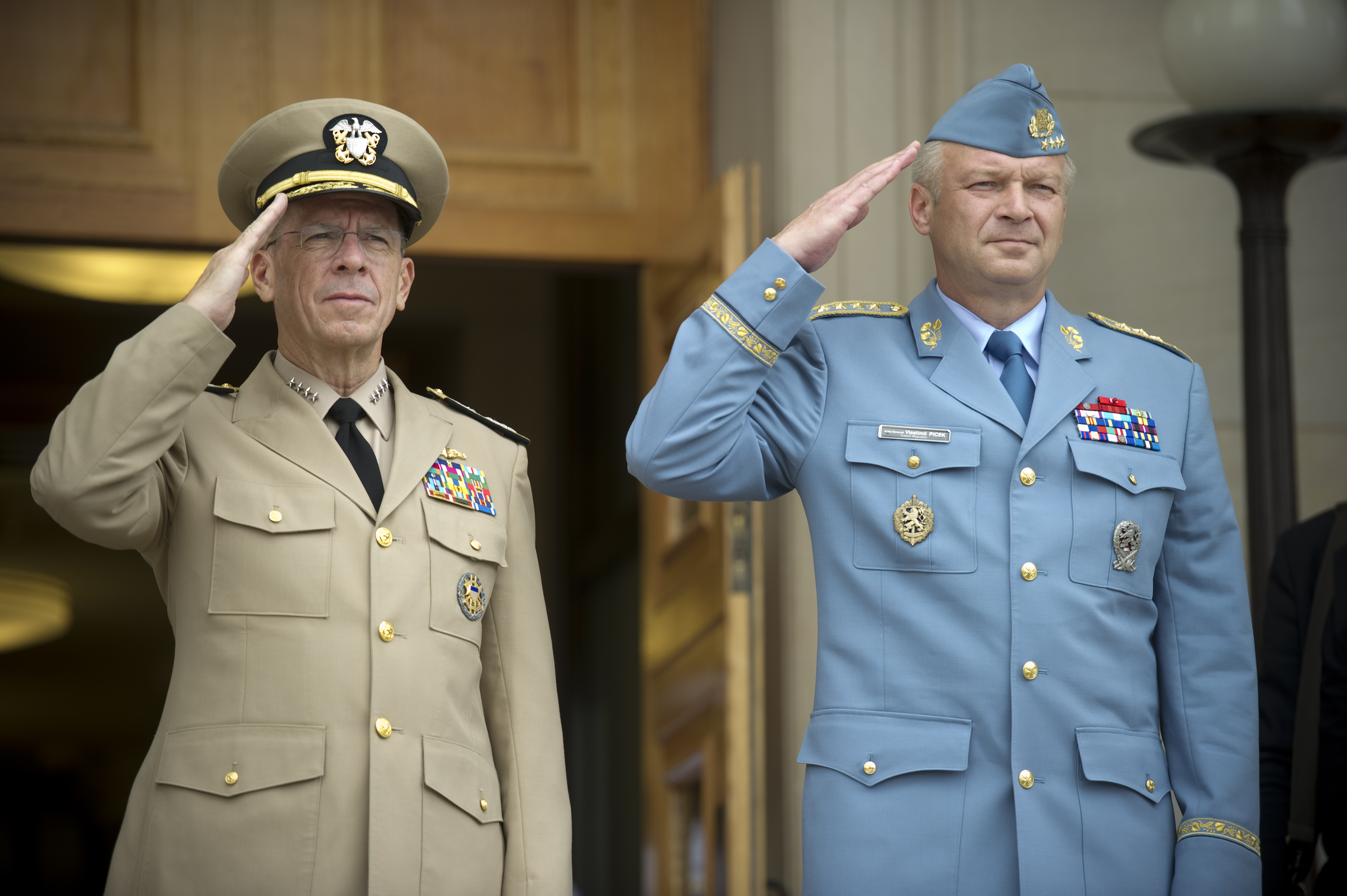
Председатель Объединённого комитета начальников штабов США адмирал Майкл Маллен и начальник Генерального штаба Армии ЧР генерал армии Властимил Пицек. Пентагон. 29 июля 2010 года

В качестве приоритетной задачи перед новым начальником Генерального штаба было поставлено продолжение реформирования чешской армии, в частности, повышение боеспособности воинских подразделений, направляемых Чехией в состав сил быстрого реагирования НАТО и военной группировки Евросоюза. Во время пребывания в должности начальника Генштаба генерал Пицек прилагал все усилия для сохранения и даже увеличения размера чешского воинского контингента, участвующего в зарубежных миссиях (прежде всего, в Косово и Афганистане), несмотря на то, что в мае 2007 года чешский контингент в Афганистане понёс первые людские потери. После давшегося большим трудом одобрения нижней палатой парламента Чехии продолжения участия чешского воинского контингента в зарубежных миссиях на 2009 год Властимил Пицек заявил, что сделает всё от него зависящее для того, чтобы доброе имя чешской армии среди её союзников сохранялось и дальше. 
30 июня 2012 года Властимил Пицек ушёл в отставку с поста начальника Генерального штаба Армии ЧР в связи с окончанием срока служебного контракта в вооружённых силах, хотя срок его контракта истекал только в октябре. О своём предстоящем уходе Пицек заявил в 2011 году, однако впервые о его возможной отставке заговорили ещё в 2010 году в связи с назначением Александра Вондры новым министром обороны. Несмотря на это, Александр Вондра впоследствии хорошо оценил совместную работу с Пицеком. 
Период нахождения Пицека во главе Генерального штаба Армии ЧР отмечен его стремлением сократить непомерно разросшийся, по его мнению, бюрократический аппарат в командовании армией (при Пицеке количество генералов в аппарате Генштаба сократилось до двадцати) и длительным противостоянием с министерством обороны в вопросе заключения контракта на поставку испанских военно-транспортных самолётов CASA C-295М, которыми планировалось заменить устаревшие Ан-26. Впервые министерство обороны, возглавляемое в то время Властой Паркановой, безуспешно попыталось получить одобрение начальника Генерального штаба в отношении заключения контракта на покупку четырёх CASA C-295М в июне 2007 года. Через год стало известно об отчёте, направленном Пицеком министру обороны, в котором указывалось на неудовлетворительные результаты экспертных испытаний и недостаточные технические характеристики этих самолётов — вместимость, скорость, безопасность. По словам Пицека, CASA C-295М не сможет даже долететь от Чехии до Афганистана без промежуточной посадки. Кроме того, Пикек считал сумму контракта в 3,6 млрд крон чрезмерно завышенной. После двухлетнего давления министерство обороны весной 2009 года добилось молчаливого согласия Генерального штаба на подписание контракта. В дальнейшем заключение этого контракта стало предметом расследования антимонопольных и правоохранительных органов. 
Согласно характеристике на сайте министерства обороны Чехии, в период нахождения Властимила Пицека на посту начальника Генерального штаба была проведена масштабная реорганизация всей системы командования и управления Армией Чешской Республики, оптимизация армии, в том числе, сержантского состава, существенная военно-техническая модернизация.

### Высшие воинские звания
Властимилу Пицеку с 2001 года были присуждены следующие высшие воинские звания Армии Чешской Республики:
|  | Бригадный генерал с 20 марта 2001 года |
|  | Генерал-майор с 8 мая 2003 года        |
|  | Генерал-поручик с 8 мая 2006 года      |
|  | Генерал армии с 28 октября 2009 года   |

### Награды
Государственные (Чехословакия)
- Медаль «За службу Родине»
- Медаль «За заслуги в защите Родины»

Ведомственные
- Похвальный крест Министра обороны Чешской Республики III—I степени
- Медаль Армии Чешской Республики III степеней
- Почётный памятный знак «50 лет НАТО»
- Почётный памятный знак «За службу в миротворческой операции на Балканах»
- Почётный памятный знак «Пршемысла Отакара II, короля железного и золотого»[4][3]
- Золотая медаль Президента Чешской Республики[14]

Иностранные
- Командорский крест ордена Почётного легиона (Франция)[15]

## Работа в министерстве обороны
18 сентября 2012 года Властимил Пицек был назначен первым заместителем министра обороны Александра Вондры. Одним из достижений первых трёх месяцев работы Пицека в новой должности стало успешное проведение важнейших переговоров об аренде шведских истребителей Saab JAS 39 Gripen. Несмотря на это, 13 декабря 2012 года новый министр обороны Чехии Каролина Пик на следующий же день после своего назначения отправила Властимила Пицека в отставку вместе с двумя другими высокопоставленными функционерами министерства обороны. Своё решение Пеаке объяснила намерением назначить на освободившиеся должности гражданских лиц, что, по её утверждению, необходимо для соблюдения принципа гражданского контроля над армией. При этом Пик заявила: «К пану генералу армии Властимилу Пицеку я отношусь с восхищением и выражаю благодарность за всё, что он сделал для армии и Чешской Республики». Увольнение Пицека и других генералов вызвало резкую критику президента Клауса и премьер-министра Нечаса, что привело к снятию Каролины Пик с поста министра обороны 20 декабря того же года.

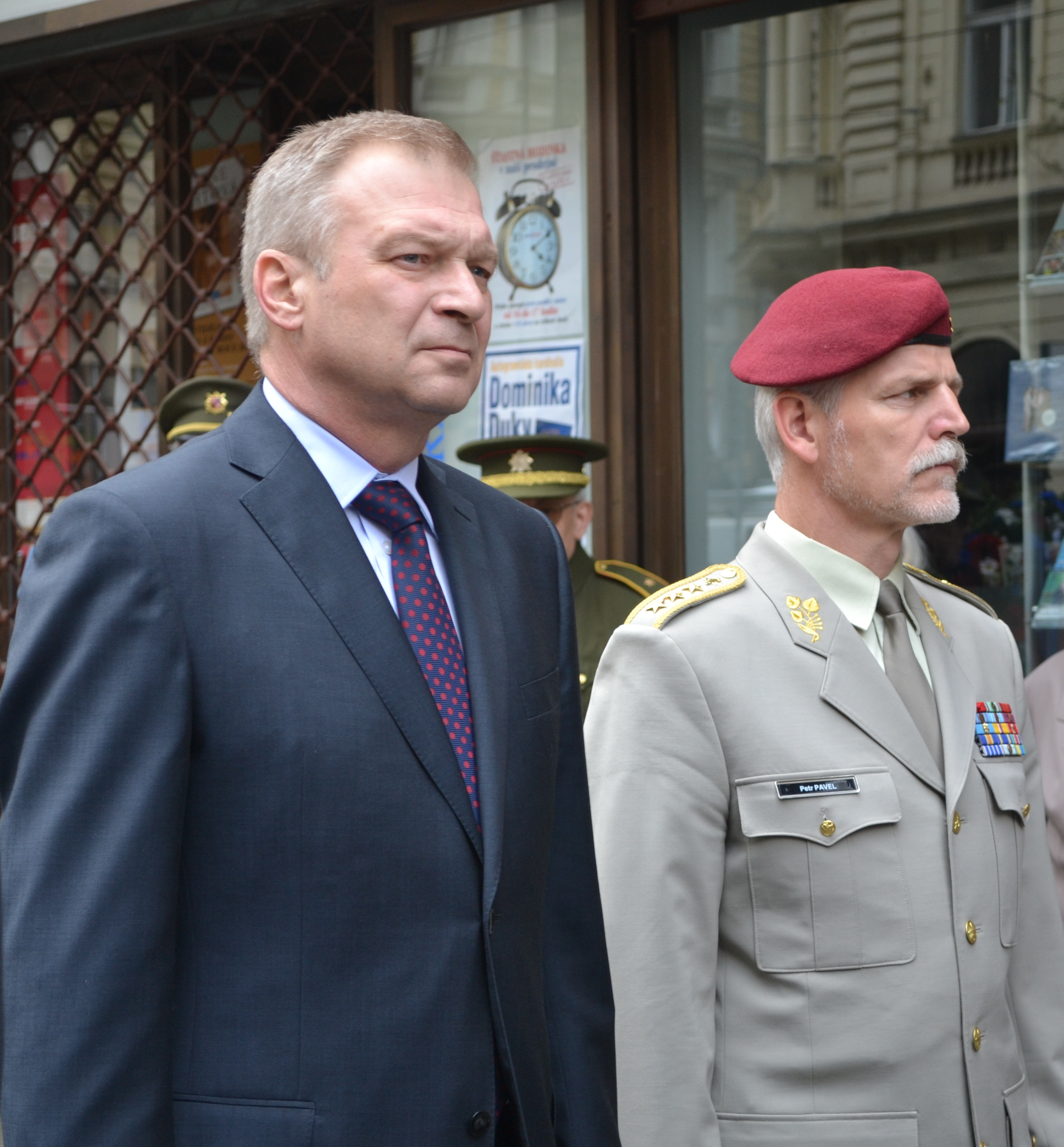
Министр обороны Властимил Пицек и начальник Генерального штаба Армии Чешской Республики Петр Павел перед зданием Чешского радио 5 мая 2013 года в 68-ю годовщину начала Пражского восстания

21 декабря президент Клаус передал министерство обороны в непосредственное управление премьер-министра Петра Нечаса, который незамедлительно вернул Пицека на должность первого заместителя министра обороны. Через три месяца, 19 марта 2013 года, новый президент Чехии Милош Земан назначил Властимила Пицека на пост министра обороны в правительстве Нечаса. После отставки правительства Нечаса 17 июня 2013 года Пицек занял пост министра обороны в новом правительстве Йиржи Руснока.
На посту министра обороны Пицек продолжил работу по модернизации и перевооружению Армии Чешской Республики. В июле 2013 года он добился одобрения Палатой депутатов Парламента продления договора лизинга 14-ти шведских истребителей Saab JAS 39 Gripen, заканчивающегося в конце 2014 года. Непростые переговоры о продлении договора велись целых два года. В начале января 2014 года, однако, было принято решение о приостановлении переговоров по продлению договора до формирования нового правительства. Одновременно было достигнуто соглашение о продаже 28 неиспользуемых армией учебно-боевых самолётов L-159 компании Draken International (США).
В ноябре 2013 года министр обороны Пицек заявил о начале полного перевооружения армии и переходе на новые типы стрелкового оружия чешского производства, оснащённые новыми типами магазинов, соответствующих стандартам НАТО. План перевооружения был рассчитан до 2020 года. Общая стоимость программы перевооружения новыми типами стрелкового оружия была оценена в 1,25 млрд крон (около 60 млн долларов).
Властимил Пицек участвовал в развитии военного партнёрства Чехии с другими государствами, прежде всего, в рамках НАТО. В частности, 21 сентября 2013 года в Остраве министр обороны Чехии и министр обороны Словакии Мартин Глвач подписали договор о сотрудничестве в области обороны.
Незадолго до отставки правительства Руснока Властимил Пицек вместе с начальником Генерального штаба Петром Павлом сопровождал президента Земана во время его визита в Афганистан, где посетил чешских военнослужащих в Кабуле и на авиабазе в Баграме.

## Политическая деятельность
После ухода правительства Руснока 29 января 2014 года Властимил Пицек принял предложение президента Чехии Милоша Земана занять должность специального советника президента по вопросам армии и безопасности.
В 2014 году Пицек возглавил политическое движение «Поддержка граждан» (чеш. «Podpora Občanů») на выборах в муниципальное собрание города Брандис-над-Лабем-Стара-Болеслав 10—11 октября 2014 года. По итогам голосования пять кандидатов движения во главе с Пицеком были избраны в муниципальное собрание города. После этого в муниципальном собрании была создана коалиция избранных в него представителей политических движений «Поддержка граждан», «Наше двоеградье» (чеш. «Naše dvojměstí») и «За спорт и здоровье» (чеш. «Pro sport a zdraví»), которая выдвинула Властимила Пицека кандидатом на пост главы (старосты) города Брандис-над-Лабем-Стара-Болеслав. 13 ноября 2014 года подавляющим большинством депутатов муниципального собрания Властимил Пицек был избран новым старостой города Брандис-над-Лабем-Стара-Болеслав.

## Семья
Жена — Дагмар Пицкова, сыновья — Ондржей Пицек, председатель правления и коммерческий директор строительной компании CGM Czech a.s., и Томаш Пицек.